# پلاسمای منجمد تازه

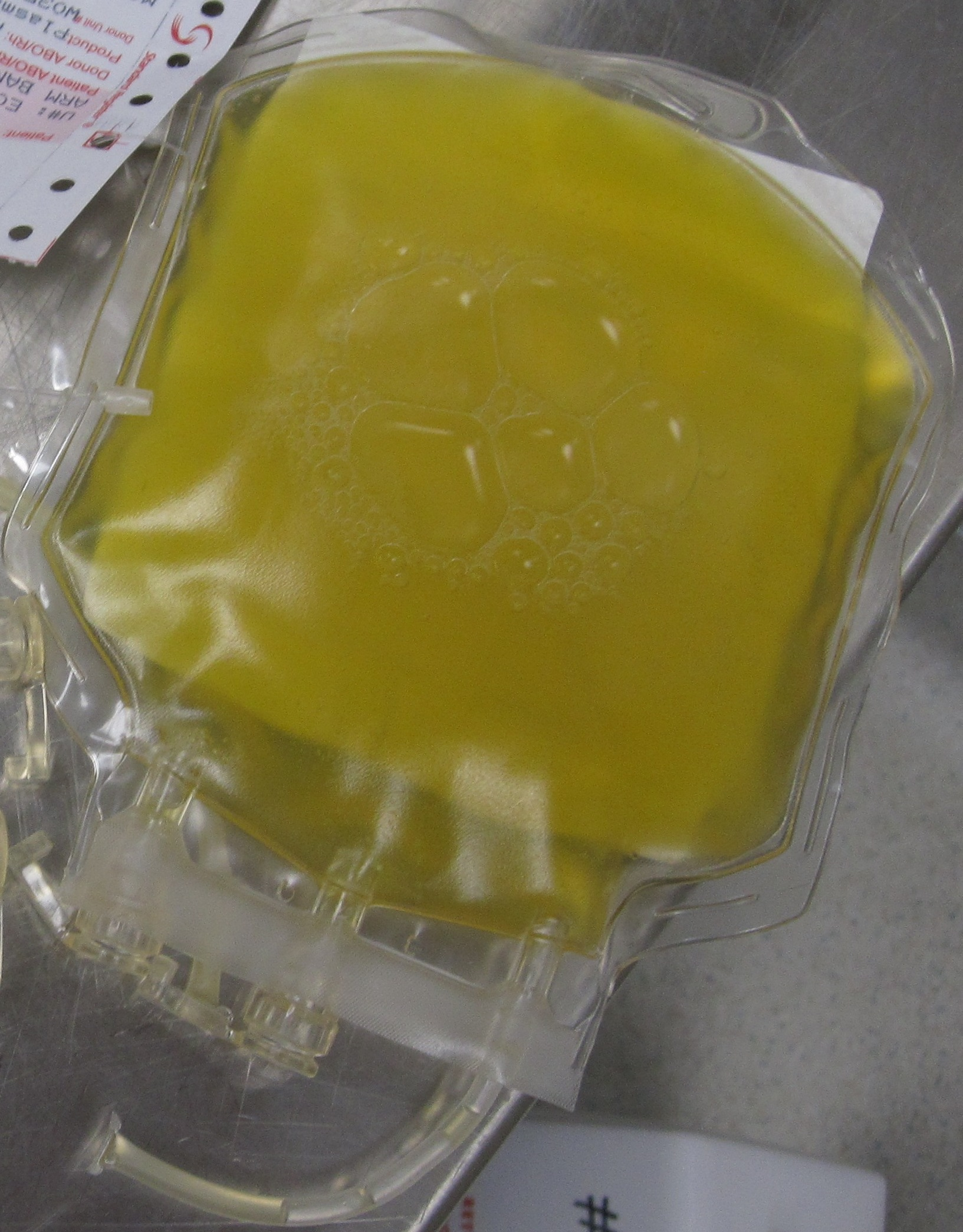
کیسه ای حاوی یک واحد پلاسمای تازه منجمد

پلاسمای منجمد تازه یا (به انگلیسی: Fresh frozen plasma) (FFP) یکی از فراورده‌های خونی است که از پلاسمای خون جدا می‌شود. این ترکیب کاربرد گسترده‌ای در اورژانس دارد.

## ترکیب
این ترکیب دارای فاکتورهای انعقادی، ایمونوگلوبولین، آلبومین و آنتی ترومبین است. تمایز اصلی پلاسمای تازه منجمد با سایر فراورده‌های خونی به دلیل وجود فاکتورهای انعقادی است.

## کاربرد
کاربرد پلاسمای تازه منجمد در موارد زیر است:
1) کمبود همزمان چندین فاکتور انعقادی ، کواگولوپاتی رقتی (تزریق خون زیاد)، خونریزی ناشی از بیماری‌های کبدی ، انعقاد منتشر داخل عروقی(DIC) ،
2) از بین بردن فوری اثر وارفارین
3) ترومبوسیتیک ترومبوتیک پورپورا TTP
4) PT و PTT بیش از 1.5 برابر استاندارد در بیماری که در حال انتقال به اتاق عمل است.
5) نیاز به فاکتورهای انعقادی زمانی که فاکتور خالص در دسترس نباشد.
پلاسمای تازه منجمد را نباید به عنوان حجم دهنده، جبران کمبود ایمونوگلوبولین، حمایت تغذیه ای یا ترمیم زخم استفاده کرد.